# Eduard Künneke
Eduard Künneke (talvolta citato anche come Edward Künnecke; Emmerich am Rhein, 27 gennaio 1885 – 27 ottobre 1953) è stato un compositore tedesco.

## Biografia

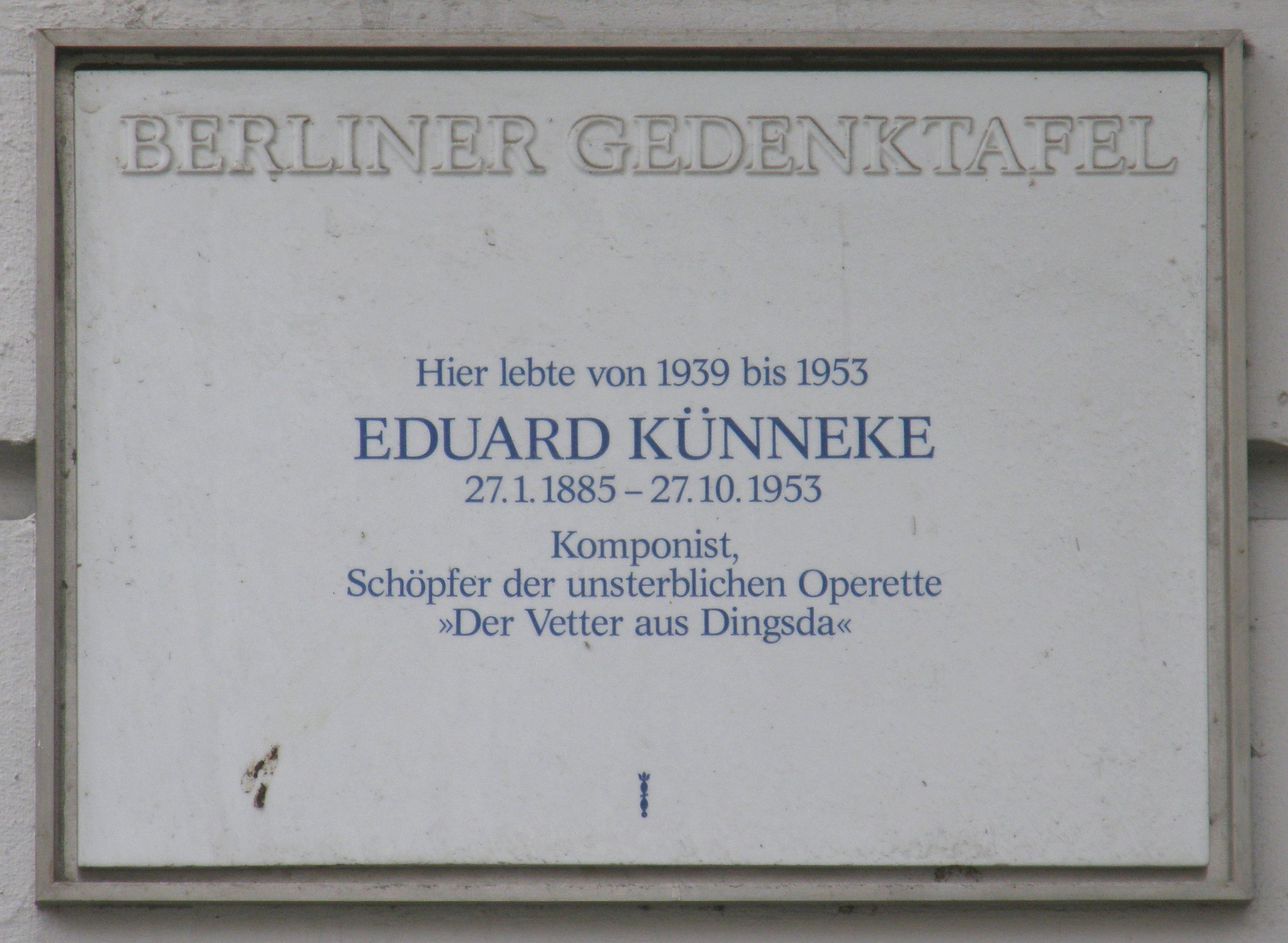
Targa commemorativa

Studiò musicologia e letteratura a Berlino e fu allievo di Max Bruch. Lavorò come ripetitore e maestro del coro in teatro di operetta di Berlino, il Theater am Schiffbauerdamm, ma lasciò l'incarico dopo la prima della sua opera Robins Ende (1909) che debuttò a Mannheim e venne poi richiesta da 38 diversi teatri tedeschi. Dal 1908 al 1910 fu direttore musicale dell'Odeon Records e diresse (senza essere accreditato) due delle prime registrazioni sinfoniche complete: le sinfonie n. 5 e n. 6 di Beethoven con la Grosses Odeon Streich-Orchester. Collaborò poi con il regista teatrale Max Reinhardt e compose le musiche di scena per la rappresentazione della seconda parte del Faust di Johann Wolfgang Goethe.
Musica aggraziata di Künneke si distingue per il suo ritmo sorprendente e per le armonie. La sua opera più nota l'operetta del 1921 Der Vetter aus Dingsda; molte delle sue canzoni sono ancora oggi molto note.
Nel 1926, quando la sua operetta Lady Hamilton, debuttò a Breslavia, instaurò quella che sarebbe diventata una lunga amicizia con il direttore d'orchestra Franz Marszalek che divenne un sostenitore della musica di Künneke, e durante il suo mandato al West German Broadcasting a Colonia (1949-1965) effettuò numerose registrazioni delle sue opere (molte attualmente non disponibili) con l'Orchestra sinfonica della radio di Colonia.

## Composizioni selezionate

### Opera
- Robins Ende, 1909
- Coeur As, 1913
- Nadja, 1931
- Walther von der Vogelweide, 1945

### Operetta
- Wenn Liebe erwacht, 1920
- Der Vetter aus Dingsda, 1921
- Die Ehe im Kreise, 1921
- Verliebte Leute, 1922
- Lady Hamilton, 1926
- Der Tenor der Herzogin, 1930
- Glückliche Reise, 1932
- Die lockende Flamme, 1933
- Die große Sünderin, 1935
- Zauberin Lola, 1937
- Hochzeit in Samarkand, 1938
- Hochzeit mit Erika, 1949

### Musical
- The Love Song, 1925
- Mayflowers, 1925

### Per orchestra
- Concerto per pianoforte n. 1 in La bemolle maggiore, op. 36; Registrato su etichetta Koch Schwann CD 3-1372-2 (1997) con Tiny Wirtz al pianoforte; Rundfunkorchester Des Sudwestfunks diretta da Wlodzimierz Kamirski
- Jazz Suite for jazz band and orchestra, 1929

### Colonne sonore
- Love Songs (1930)
- The Black Hussar (1932)
- Glückliche Reise, regia di Alfred Abel (1933)
- Amore di principe (Des jungen Dessauers grosse Liebe), regia di Arthur Robison (1933)
- The Page from the Dalmasse Hotel (1933)
- Homecoming to Happiness (1933)
- Three Bluejackets and a Blonde (1933)
- Lisetta, regia di Carl Boese (1934)
- The Cousin from Nowhere (1934)
- The Cousin from Nowhere (1953)